# Eggnog (Utah)
Eggnog è una comunità non incorporata della contea di Garfield, Utah, Stati Uniti.
Eggnog probabilmente prende il nome dagli eggnog serviti agli allevatori di questo posto.